# Nuralij Emomalij
Nuralij Emomalij (tadschikisch Нуралӣ Эмомалӣ; * 8. April 2002 in Ghosimalik) ist ein tadschikischer Judoka.

## Sportliche Karriere
Nuralij Emomalij kämpft in der Gewichtsklasse bis 66 Kilogramm. Bei den Juniorenweltmeisterschaften 2022 gewann er die Goldmedaille. Zwei Monate später trat er auch bei den Weltmeisterschaften in Taschkent an und schied im Achtelfinale gegen den Japaner Hifumi Abe aus.
Im März 2023 siegte Emomalij beim Grand-Slam-Turnier in Taschkent. Bei den Weltmeisterschaften in Doha schied Emomalij in der zweiten Runde aus. 2024 gewann Emomalij abermals beim Grand Slam in Taschkent. Beim Grand Slam in Antalya verlor er im Finale gegen Hifumi Abe. Bei den Weltmeisterschaften in Abu Dhabi verlor Emomalij erst im Halbfinale gegen den Japaner Takeshi Takeoka. Im Kampf um Bronze traf er auf den Finnen Luukas Saha und belegte nach seiner Niederlage den fünften Platz. Bei den Olympischen Spielen in Paris belegte Emomalij den siebten Platz.